# Christian Günter
Christian Günter (Villingen-Schwenningen, 28 febbraio 1993) è un calciatore tedesco, difensore e capitano del Friburgo.

## Carriera

### Club
Nella stagione 2012-2013 ha fatto il suo esordio tra i professionisti giocando 7 partite in Bundesliga con il Friburgo; nella stagione 2013-2014 fa il suo esordio nelle coppe europee, giocando cinque partite nella fase a gironi di Europa League. Rimane in squadra anche dopo della retrocessione subita al termine della stagione 2014-2015, contribuendo peraltro all'immediato ritorno in prima divisione grazie alla vittoria del campionato 2015-2016 di seconda divisione. Negli anni seguenti continua a giocare stabilmente da titolare in massima serie, diventando anche capitano del club.

### Nazionale
Nel 2013 ha giocato 4 partite amichevoli con l'Under-20; il 13 maggio 2014 ha esordito in una partita amichevole contro la Polonia (0-0) con la nazionale maggiore. Il successivo 5 settembre ha invece esordito con l'Under-21. Nel 2015 ha ottenuto un terzo posto agli Europei di categoria con l'Under-21.
Il 19 maggio 2021, nonostante non giocasse in nazionale dalla partita del suo esordio, viene convocato per gli europei.

## Statistiche

### Presenze e reti nei club
Statistiche aggiornate al 21 dicembre 2024.
| Stagione        | Squadra         | Campionato      | Campionato | Campionato | Coppe nazionali | Coppe nazionali | Coppe nazionali | Coppe continentali | Coppe continentali | Coppe continentali | Altre coppe | Altre coppe | Altre coppe | Totale | Totale |
| Stagione        | Squadra         | Comp            | Pres       | Reti       | Comp            | Pres            | Reti            | Comp               | Pres               | Reti               | Comp        | Pres        | Reti        | Pres   | Reti   |
| --------------- | --------------- | --------------- | ---------- | ---------- | --------------- | --------------- | --------------- | ------------------ | ------------------ | ------------------ | ----------- | ----------- | ----------- | ------ | ------ |
| 2012-2013       | Friburgo II     | RL              | 10         | 0          | -               | -               | -               | -                  | -                  | -                  | -           | -           | -           | 10     | 0      |
| 2012-2013       | Friburgo        | BL              | 7          | 0          | CG              | 1               | 0               | -                  | -                  | -                  | -           | -           | -           | 8      | 0      |
| 2013-2014       | Friburgo        | BL              | 29         | 0          | CG              | 3               | 0               | UEL                | 5                  | 0                  | -           | -           | -           | 37     | 0      |
| 2014-2015       | Friburgo        | BL              | 34         | 1          | CG              | 3               | 0               | -                  | -                  | -                  | -           | -           | -           | 37     | 1      |
| 2015-2016       | Friburgo        | 2L              | 31         | 0          | CG              | 2               | 0               | -                  | -                  | -                  | -           | -           | -           | 33     | 0      |
| 2016-2017       | Friburgo        | BL              | 31         | 0          | CG              | 2               | 0               | -                  | -                  | -                  | -           | -           | -           | 33     | 0      |
| 2017-2018       | Friburgo        | BL              | 34         | 1          | CG              | 3               | 0               | UEL                | 2                  | 0                  | -           | -           | -           | 38     | 1      |
| 2018-2019       | Friburgo        | BL              | 32         | 0          | CG              | 2               | 0               | -                  | -                  | -                  | -           | -           | -           | 34     | 0      |
| 2019-2020       | Friburgo        | BL              | 34         | 2          | CG              | 2               | 0               | -                  | -                  | -                  | -           | -           | -           | 32     | 2      |
| 2020-2021       | Friburgo        | BL              | 34         | 3          | CG              | 2               | 0               | -                  | -                  | -                  | -           | -           | -           | 36     | 2      |
| 2021-2022       | Friburgo        | BL              | 34         | 2          | CG              | 6               | 0               | -                  | -                  | -                  | -           | -           | -           | 40     | 2      |
| 2022-2023       | Friburgo        | BL              | 33         | 1          | CG              | 5               | 0               | UEL                | 8                  | 0                  | -           | -           | -           | 46     | 1      |
| 2023-2024       | Friburgo        | BL              | 15         | 1          | CG              | 1               | 1               | UEL                | 3                  | 0                  | -           | -           | -           | 19     | 2      |
| 2024-2025       | Friburgo        | BL              | 15         | 1          | CG              | 3               | 0               | -                  | -                  | -                  | -           | -           | -           | 17     | 1      |
| Totale Friburgo | Totale Friburgo | Totale Friburgo | 363        | 12         |                 | 35              | 1               |                    | 18                 | 0                  |             | 0           | 0           | 416    | 13     |
| Totale carriera | Totale carriera | Totale carriera | 377        | 12         |                 | 35              | 1               |                    | 18                 | 0                  |             | 0           | 0           | 430    | 13     |

### Cronologia presenze e reti in nazionale
| Cronologia completa delle presenze e delle reti in nazionale ― Germania | Cronologia completa delle presenze e delle reti in nazionale ― Germania | Cronologia completa delle presenze e delle reti in nazionale ― Germania | Cronologia completa delle presenze e delle reti in nazionale ― Germania | Cronologia completa delle presenze e delle reti in nazionale ― Germania | Cronologia completa delle presenze e delle reti in nazionale ― Germania | Cronologia completa delle presenze e delle reti in nazionale ― Germania | Cronologia completa delle presenze e delle reti in nazionale ― Germania |
| Data                                                                    | Città                                                                   | In casa                                                                 | Risultato                                                               | Ospiti                                                                  | Competizione                                                            | Reti                                                                    | Note                                                                    |
| ----------------------------------------------------------------------- | ----------------------------------------------------------------------- | ----------------------------------------------------------------------- | ----------------------------------------------------------------------- | ----------------------------------------------------------------------- | ----------------------------------------------------------------------- | ----------------------------------------------------------------------- | ----------------------------------------------------------------------- |
| 13-5-2014                                                               | Amburgo                                                                 | Germania                                                                | 0 – 0                                                                   | Polonia                                                                 | Amichevole                                                              | -                                                                       | 82’                                                                     |
| 2-6-2021                                                                | Innsbruck                                                               | Germania                                                                | 1 – 1                                                                   | Danimarca                                                               | Amichevole                                                              | -                                                                       | 79’                                                                     |
| 7-6-2021                                                                | Düsseldorf                                                              | Germania                                                                | 7 – 1                                                                   | Lettonia                                                                | Amichevole                                                              | -                                                                       | 61’                                                                     |
| 11-11-2021                                                              | Wolfsburg                                                               | Germania                                                                | 9 – 0                                                                   | Liechtenstein                                                           | Qual. Mondiali 2022                                                     | -                                                                       |                                                                         |
| 26-3-2022                                                               | Sinsheim                                                                | Germania                                                                | 2 – 0                                                                   | Israele                                                                 | Amichevole                                                              | -                                                                       | 62’                                                                     |
| 29-3-2022                                                               | Amsterdam                                                               | Paesi Bassi                                                             | 1 – 1                                                                   | Germania                                                                | Amichevole                                                              | -                                                                       | 86’                                                                     |
| 16-11-2022                                                              | Mascate                                                                 | Oman                                                                    | 0 – 1                                                                   | Germania                                                                | Amichevole                                                              | -                                                                       | 46’                                                                     |
| 28-3-2023                                                               | Colonia                                                                 | Germania                                                                | 2 – 3                                                                   | Belgio                                                                  | Amichevole                                                              | -                                                                       | 68’                                                                     |
| Totale                                                                  |                                                                         | Presenze                                                                | 8                                                                       |                                                                         | Reti                                                                    | 0                                                                       |                                                                         |

## Palmarès

### Club

#### Competizioni nazionali
- 2. Fußball-Bundesliga: 1

Friburgo: 2015-2016